# Nematonereis schmardae
Nematonereis schmardae är en ringmaskart som beskrevs av McIntosh 1885. Nematonereis schmardae ingår i släktet Nematonereis och familjen Eunicidae. Inga underarter finns listade i Catalogue of Life.